# 强脚树莺
强脚树莺（学名：Horornis fortipes）又名小莺，为樹鶯科山樹鶯屬的鸟类。该物种分布在南亚地区，其模式产地在印度。
强脚树莺体长约11-12.5厘米，整体棕褐色，鼻至枕后有细长淡黄色眉纹，且具暗褐色贯眼纹，尾羽和飞羽暗褐色，颏、喉及腹部中央白色而稍有灰色，跗跖及趾较强壮。

## 分布
强脚树莺于中国广泛分布于华南地区、华中地区、西南地区、北京、河北、陕西、甘肃、台湾及西藏东南部，于尼泊尔、不丹、克什米尔、印度（北部，阿萨姆）、缅甸等地也均有分布。
繁殖期常活动于海拔2400米一下的阔叶林和灌木丛，非繁殖期至更低海拔地带，常于山脚的果园、平原地区的公园、农田和村庄附近出没。

## 习性
强脚树莺常穿梭于稠密的灌木丛中，繁殖季常鸣唱，但难觅踪影。繁殖期叫声清脆洪亮，为三或四音节，以长哨声起。嗜食昆虫，如鳞翅目幼虫、甲虫、象甲及膜翅目昆虫等，亦兼食一些植物性食物，如野果和杂草种籽等。

## 亚种
强脚树莺目前共有4个亚种，有观点认为华南亚种和台湾亚种应提升为一个独立种。
- 强脚树莺华南亚种。在中国大陆，分布于甘肃、陕西、四川、华南等地。该物种的模式产地在四川。[6]特征为下体中央白色，两侧淡棕色较浅。[4]
- 强脚树莺指名亚种。在中国大陆，分布于西藏、云南等地。该物种的模式产地在印度。[7]特征为下体淡棕色较明显，腋羽黄色较浓。[4]
- 强脚树莺台湾亚种 ()，分布于台湾等地。[5]特征为下体呈淡黄褐色。[4]
- 强脚树莺喜马拉雅亚种 ()，分布于西喜马拉雅、西尼泊尔等地。[2][4]